# Irisz
Irisz (görög betűkkel Ίρις, latinosan Iris) a görög mitológiában a szivárvány istennője, az istenek -és különösen Zeusz- hírnöke, Thaumasz és Élektra lánya, a Harpüiák testvére. Héra állandó követe, de Zeusz is rábízta ügyes-bajos dolgait. Szárnyakat és tarka ruhákat viselt, kezében hírnöki pálcát és korsót tartott. 
Az argonauták történetében Irisz közbeavatkozott, amikor nővérei, a Harpüiák az északi szél fiai, Kalaisz és Zétész ellen harcoltak.
Az Iliasz szerint a trójai háború során Irisz több küldetést is teljesített Zeusz parancsára: elvezette a sebesült Aphroditét a csatatérről, megállította a harcba beavatkozni készülő Pallasz Athénét és Hérát, hazaküldte a tengerbe Poszeidónt. Érdekes, hogy a szintén Homérosznak tulajdonított Odüsszeiában Irisz egyszer sem jelent meg; az isteni hírnök feladatát ebben az eposzban Hermész látta el.
Irisz férje Zephürosz, gyermekük Pothosz
Melléknevei: 
- Khrüszopteron (Aranyszárnyú)
- Aelloposz (Viharlábú)
- Thaumantiasz (Thaumasz lánya)
- Thaumantosz (A csodálatos)

## Irisz a művészetekben

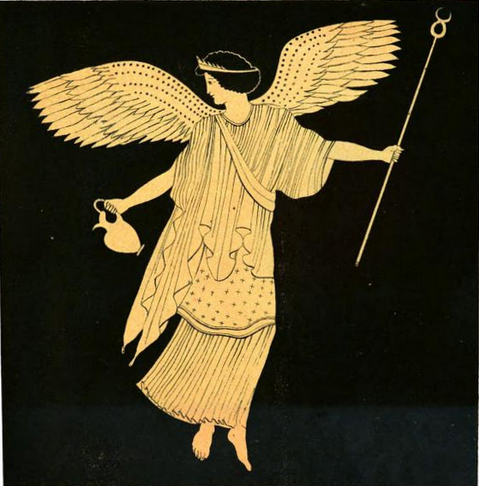
Szárnyas Irisz hírnöki pálcával és korsóval (antik vázakép)

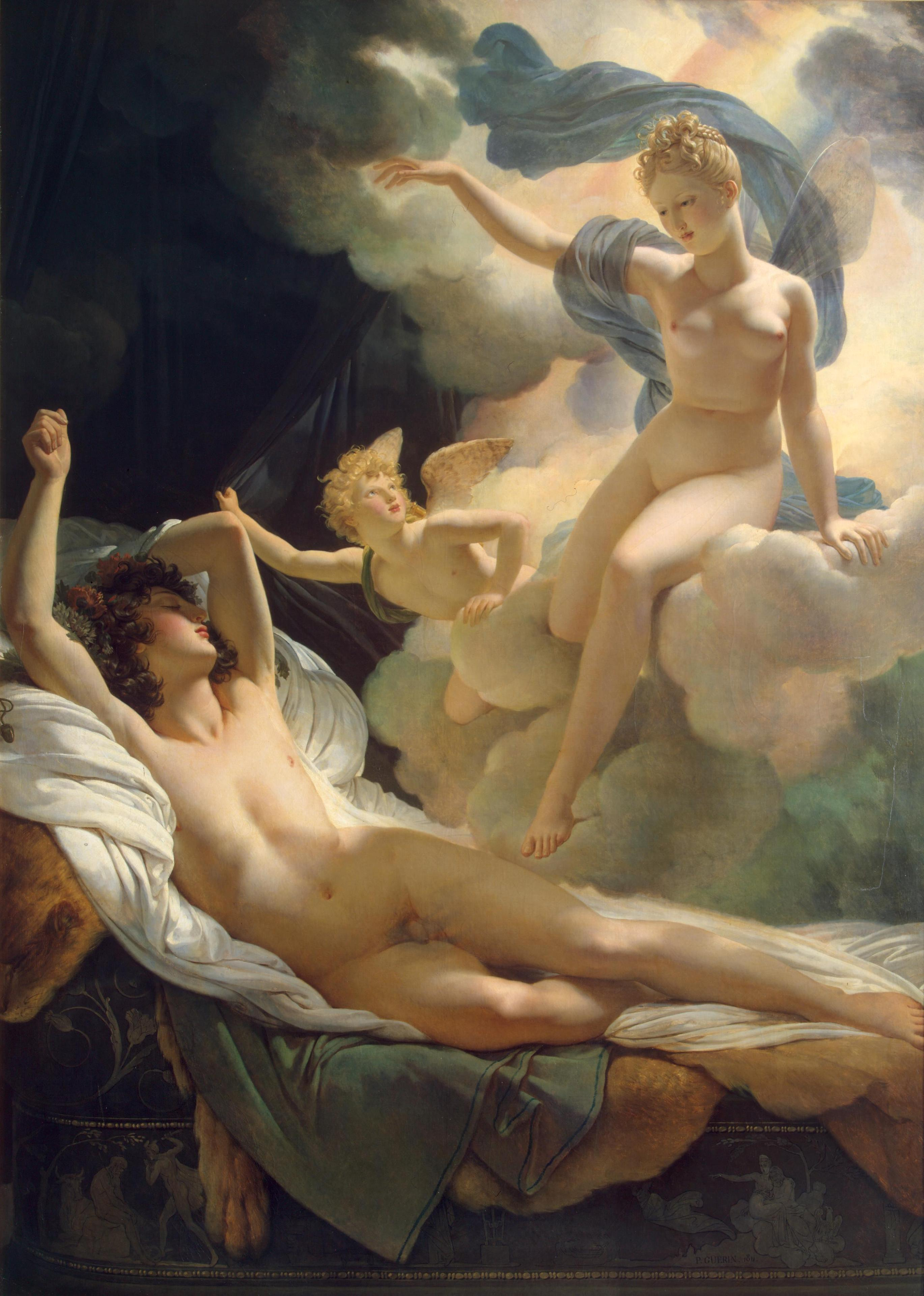
Pierre-Narcisse Guérin festménye: Morpheusz és Irisz

Irisz alakja számos irodalmi alkotásban felbukkan: Arisztophanész Madarak című komédiájában kicsúfolják, s felháborodva távozik.
Babits Mihály első, Levelek Iris koszorújából című verseskötetének három bevezető ódájából egy Irisznek van szentelve Himnusz Irishez címmel, melyben a költő egyik ars poeticáját fejti ki: olyan sokszínűen akar dalolni, mint Irisz ezerszínű ruhája; második (Herceg, hátha megjön a tél is című) kötetének nyitóverse (Ballada Irisz fátyoláról) szintén az istennőt idézi fel.
Mika Waltari Dzsinnisztán hercege című novellájában is szerepel egy Irisz nevű tündér, aki sokkal inkább az istennő hatalmával rendelkezik.